# Уваровська сільська рада (Мокроусовський район)
Ува́ровська сільська рада (рос. Уваровский сельский совет) — сільське поселення у складі Мокроусовського району Курганської області Росії.
Адміністративний центр — село Уварово.
Населення сільського поселення становить 344 особи (2017; 395 у 2010, 476 у 2002).

## Склад
До складу сільського поселення входять:
| Населений пункт    | Населення, осіб (2002) | Населення, осіб (2010) |
| ------------------ | ---------------------- | ---------------------- |
| Єрьомино, присілок | 84                     | 84                     |
| Уварово, село      | 392                    | 311                    |